# Alina Kowalska
Alina Kowalska (ur. 19 sierpnia 1932 w Czeladzi, zm. 3 stycznia 2001 w Czeladzi) – polska językoznawczyni, historyk języka polskiego, śląskoznawca, profesor zwyczajny w Uniwersytecie Śląskim w Katowicach.

## Życiorys[1]
Była córką Stanisława i Stanisławy z Paluchów. W 1950 ukończyła żeńskie Liceum Ogólnokształcące im. Emilii Plater w Sosnowcu (wydział humanistyczny) i rozpoczęła studia polonistyczne Wydziale Filologicznym Uniwersytetu Jagiellońskiego w Krakowie, zwieńczone w 1955 obroną pracy magisterskiej pt. Język Piotra Kochanowskiego w świetle pierwodruku „Jerozolimy wyzwolonej”, napisanej pod kierunkiem prof. dr hab. Witolda Taszyckiego.
W 1964 uzyskała stopień naukowy doktora nauk humanistycznych na Wydziale Filologicznym Uniwersytetu Jagiellońskiego na podstawie dysertacji pt. Język polskich tekstów w księgach miejskich Tarnowskich Gór z 2. połowy XVI wieku (promotor prof. dr hab. Witold Taszycki). W 1976 na Wydziale Filologicznym Uniwersytetu Wrocławskiego im. Bolesława Bieruta otrzymała stopień naukowy doktora habilitowanego nauk humanistycznych na podstawie monografii pt. Ewolucja analitycznych form czasownikowych z imiesłowem na „-ł” w języku polskim.
Przez 46 lat była związana de facto z jedną uczelnią − Uniwersytetem Śląskim w Katowicach (do 1968 Wyższą Szkołą Pedagogiczną w Katowicach), pracując w Katowicach (do 1973 i 1990−2001) oraz w Sosnowcu (1973−1990). W 1955 została pracownikiem dydaktycznym (asystentem) na godzinach zleconych, a od 1957 nauczycielem akademickim w Katedrze Języka Polskiego na Wydziale Filologii Polskiej (od 1958 Wydziale Filologiczno-Historycznym) Wyższej Szkoły Pedagogicznej w Katowicach (od 1957 asystent, od 1959 starszy asystent, od 1964 adiunkt), a od 1968 (w wyniku przekształcenia uczelni) w Zakładzie Języka Polskiego w Instytucie Filologii Polskiej Uniwersytetu Śląskiego w Katowicach (od 1978 w Zakładzie Historii Języka Polskiego Instytutu Języka Polskiego), na którym w 1977 została docentem, w 1988 profesorem (nadzwyczajnym), a w 1997 profesorem zwyczajnym. Na Wydziale Filologicznym Uniwersytetu Śląskiego pełniła funkcje: Prodziekana do spraw studenckich (1986–1987), Wicedyrektora Instytutu Języka Polskiego w latach (1978−1981 i 1987−1989), Dyrektora Instytutu Języka Polskiego (1989−1991), Kierownika Zakładu Historii Języka Polskiego (od 1991) oraz członkini komisji i rad wydziałowych.
W latach 1955−1957 dodatkowo pracowała jako nauczyciel języka polskiego w Technikum Rachunkowości (obecnie Centrum Kształcenia Zawodowego i Ustawicznego) w Dąbrowie Górniczej.
Była jednym z założycieli i dwukrotnie sekretarzem Komisji Językoznawstwa Oddziału w Katowicach Polskiej Akademii Nauk, ponadto członkiem: Komisji Językoznawstwa Oddziału w Krakowie PAN, Towarzystwa Miłośników Języka Polskiego (od 1955, w latach 1956−1962 skarbnikiem Katowickiego Koła) i Polskiego Towarzystwa Językoznawczego (od 1960).
Pogrzeb odbył się 6 stycznia 2001 w kościele św. Stanisława Biskupa i Męczennika w Czeladzi. Została pochowana na czeladzkim Cmentarzu Parafii św. Stanisława.

## Twórczość naukowa
Jako wychowanka krakowskiej szkoły językoznawczej wraz z Ireną Bajerową organizowała i prowadziła we wschodniej części Górnego Śląska i w Zagłębiu Dąbrowskim polonistyczne badania historycznojęzykowe. Stosowała w nich szeroko metody statystyczne, analizując ewolucję zagadnień językowych również na tle uwarunkowań pozajęzykowych. W pracy naukowej wykorzystywała ogromną liczbę źródeł, ceniąc zwłaszcza oryginalne archiwalia. W badaniach historycznojęzykowych polszczyzny zajmowała się głównie fleksją nominalną i werbalną (zagadnienia kształtowania się odmiany rzeczowników i zaimków, rozwój form słowa posiłkowego, trybu rozkazującego i przypuszczającego, czasu przyszłego, przeszłego i zaprzeszłego). Szczegółowo przeanalizowała też język Piotra Kochanowskiego.
W WSP zapoczątkowała badania nad językiem Górnego Śląska, tworząc w Katowicach i Sosnowcu ośrodek językowych badań śląskoznawczych. Prowadziła szeroko zakrojone badania nad historią języka polskiego na Górnym Śląsku w okresie habsburskim (1526−1742) i pruskim (1742−1922): dawnym językiem urzędowym i mieszkańców Tarnowskich Gór, Mysłowic, Bytomia, Gliwic, Toszka, Sośnicowic, Katowic, Pszczyny, Bierunia, Brzegu; językiem Konstantego Damrota i Juliusza Rogera; wpływem Karola Miarki, Alojzego Ficka i Emila Szramka na regionalny język polski; zapożyczeniami czeskimi i niemieckimi w polskim języku urzędowym; językiem literackim do 1922; językiem piśmiennictwa popularnonaukowego w latach 1910−1922, jak również nad językiem w zachodniej Małopolsce (dawny język Będzina i Wilamowic).
Inspirowała naukowo wielu studentów i młodych badaczy. Została promotorem dwóch historycznojęzykowych rozpraw doktorskich o tematyce śląskoznawczej:
- Urszula Burzywoda, Górnośląska polszczyzna urzędowa w okresie pruskim (1982),
- Mirosława Siuciak, Język śląskich utworów scenicznych z lat 1864−1922 (1996),

i wielu prac magisterskich obronionych na Wydziale Filologicznym UŚ.
Była autorką 94 publikacji naukowych, redagowała lub współredagowała 6 tomów zbiorowych. Napisała dwa skrypty uniwersyteckie (jeden wydany dwukrotnie). Pośmiertnie opublikowano dwa zbiory przedruków jej prac naukowych.

### Monografie i edycje źródeł[7]
- Język polski w szesnastowiecznych księgach miejskich Tarnowskich Gór. (Prace Komisji Językoznawstwa PAN Oddział w Krakowie, nr 24), Wrocław: Zakład Narodowy im. Ossolińskich, 1970 (doktorat).
- Ewolucja analitycznych form czasownikowych z imiesłowem na „-ł” w języku polskim. (Prace Naukowe Uniwersytetu Śląskiego w Katowicach, nr 123), Katowice: Wydawnictwo Uniwersytetu Śląskiego, 1976 (habilitacja).
- Studia z dziejów języka polskiego na Górnym Śląsku w okresie pruskim, Urszula Burzywoda, Alina Kowalska, Olga Wolińska. (Prace Naukowe Uniwersytetu Śląskiego w Katowicach, nr 567), Katowice: Uniwersytet Śląski, 1983, ISBN 83-00-00512-9 (współautor).
- Dzieje języka polskiego na Górnym Śląsku w okresie habsburskim (1526–1742), Wrocław: Zakład Narodowy im. Ossolińskich, 1986, ISBN 83-04-02280-X (monografia profesorska).
- Akta miejskie Tarnowskich Gór od końca XVI wieku do roku 1740. Katowice: Śląski Instytut Naukowy, 1993, ISBN 83-7008-135-5 (edycja źródeł).
- Protokolarz albo „Czerwona Księga” Mysłowic, [wydany wspólnie z Antonim Piwowarczykiem], red. Antoni Barciak, Mysłowice: Urząd Miasta Mysłowice, 2002, ISBN 83-913070-1-8 (edycja źródła).

### Studia(redaktor)[7]
- Studia historycznojęzykowe, pod red. Antoniny Grybosiowej i Aliny Kowalskiej. (Prace Naukowe Uniwersytetu Śląskiego w Katowicach, nr 405; Prace Językoznawcze, 7), Katowice: Uniwersytet Śląski, 1980 (redaktor).
- Studia historycznojęzykowe, pod red. Aliny Kowalskiej. (Prace Naukowe Uniwersytetu Śląskiego w Katowicach, nr 688; Prace Językoznawcze, 12), Katowice: Wydawnictwo Uniwersytetu Śląskiego, 1985 (redaktor).
- Studia polonistyczne, pod red. Aliny Kowalskiej i Aleksandra Wilkonia. (Prace Naukowe Uniwersytetu Śląskiego w Katowicach, nr 1178; Prace Językoznawcze, 19), Katowice: Wydawnictwo Uniwersytetu Śląskiego, 1991 (redaktor).

- Studia historycznojęzykowe, pod red. Aliny Kowalskiej. (Prace Naukowe Uniwersytetu Śląskiego w Katowicach, nr 1410; Prace Językoznawcze, 22), Katowice: Wydawnictwo Uniwersytetu Śląskiego, 1994 (redaktor).
- Studia historycznojęzykowe, pod red. Antoniny Grybosiowej i Aliny Kowalskiej. (Prace Naukowe Uniwersytetu Śląskiego w Katowicach, nr 1577; Prace Językoznawcze, 24), Katowice: Wydawnictwo Uniwersytetu Śląskiego, 1996 (redaktor).
- Studia historycznojęzykowe, pod red. Aliny Kowalskiej i Olgi Wolińskiej. (Prace Naukowe Uniwersytetu Śląskiego w Katowicach, nr 2022; Prace Językoznawcze, 26), Katowice: Wydawnictwo Uniwersytetu Śląskiego, 2001 (redaktor).

### Skrypty uczelniane[7][8]
- Przewodnik do historii języka polskiego (dla studentów IV roku filologii polskiej studiów zaocznych), red. I. Bajerowa, (Uniwersytet Śląski, 193), Katowice: Uniwersytet Śląski, 1979, (rozdziały autorskie: Rola wybitnych pisarzy w rozwoju języka, s. 61–64; Język polski na Śląsku, s. 73–76).
- Materiały do ćwiczeń z gramatyki historycznej języka polskiego. (Skrypt dla studentów III roku filologi polskiej studiów zaocznych i II roku studiów dziennych). (Uniwersytet Śląski, 208), [współautorka Antonina Grybosiowa], Katowice: Uniwersytet Śląski, 1979.
- Materiały do ćwiczeń z gramatyki historycznej języka polskiego. (Skrypt dla studentów III roku filologii polskiej studiów dziennych i zaocznych). (Skrypty Uniwersytetu Śląskiego, nr 417), [współautorka Antonina Grybosiowa]., wyd. 2 [poszerzone], Katowice: Uniwersytet Śląski, 1988.

### Artykuły i rozdziały w monografiach[8]
- Grupy śr/z/-, źr/z/-, j/ź/rz- w I i II wydaniu „Jerozolimy wyzwolonej” Tassa w tłumaczeniu Piotra Kochanowskiego. „Język Polski”, R. XXXVI, 1956, s. 40–42.
- Materiały do badań językowych w archiwach województwa katowickiego. „Zeszyty Naukowe WSP. Sekcja Językoznawstwa”, T. 1, Katowice 1959, s. 3–21.
- Dialektyzmy w siedemnastowiecznych rękopisach bytomskich. „Zeszyty Naukowe WSP. Sekcja Językoznawstwa”, T. 2, Katowice 1962, s. 5–51.
- Najstarsze księgi miejskie Bytomia i Tarnowskich Gór. „Zaranie Śląskie”, R. 25, 1962, z. 3, s. 552–560.
- Polskie dokumenty cechowe z Sośnicowic i Gliwic z początków XVIII w. [współautorka I. Nalepa-Orłowska]. „Zaranie Śląskie”, R. 26, 1963, z. 2, s. 235–243.
- Zaimkowe formy „jeje(j)”, „jejich” w zabytkach języka polskiego XIV–XVIII w. „Język Polski”,  R. XLIII, 1963, s. 236–244.
- Terminologia prawnicza w szesnastowiecznych księgach sądowych Tarnowskich Gór. „Zaranie Śląskie”, R. 27, 1964, z. 1, s. 92–100.
- Uwagi o języku księgi wójtowskiej Będzina z lat 1572–1645. „Zeszyty Naukowe WSP. Sekcja Językoznawstwa”, T. 3, Katowice1966, s. 25–48.
- Właściwości gwarowe w dziewiętnastowiecznych księgach cechowych Sośnicowic. „Zeszyty Naukowe WSP. Sekcja Językoznawstwa”, T. 3, Katowice1966, s. 49–66.
- Dialektyzmy fonetyczne w dziewiętnastowiecznych księgach cechowych z Toszka. „Zaranie Śląskie”, R. 29, 1966, z. 4, s. 713–718.
- Dwuczłonowe formy 3. osoby czasu przeszłego w XVI w. „Język Polski”, R. XLVII, 1967, s. 349–359.
- Zmiany w systemie wokalicznym gwary gliwickiej. W: „Z polskich studiów slawistycznych”. Seria 3: Językoznawstwo, Warszawa 1968, s. 335–341.
- Dzieje końcówki „-im” w narzędniku l. poj. rzeczowników rodzaju nijakiego w języku polskim. W: „Prace Językoznawcze”, T. 1, red. I. Bajerowa, H. Wróbel, Katowice 1969, s. 39–56.
- Gliwickie księgi cechowe. „Zaranie Śląskie”, R. 33, 1970, z. 2, s. 328–334.
- Uwagi o języku utworu. W: Jantaszek z wojny moskiewskiej. Nieznany utwór literatury staropolskiej, Katowice 1972, s. 77–81.
- Rachunki rzemieślników gliwickich z lat 1785–1804. „Zeszyty Gliwickie”, T. 10, 1973, s. 39–42.
- Końcówka „-ej” w odmianie rzeczowników rodzaju żeńskiego w języku polskim. W: „Prace Językoznawcze”, T. 2, red. I. Bajerowa, W. Lubaś, Katowice 1973, s. 59–81.
- Polski czas przeszły trybu przypuszczającego w ujęciu historycznym. W: „Sprawozdania Komisji Naukowych PAN”, T. 17/1, Kraków 1973, s. 49–51.
- Zeznania sądowe ze Śląska z 1579 roku. W: „Studia Śląskie”. Seria Nowa, T. 26, Opole 1974, s. 185–192.
- O funkcji form „byłby dał”, „byłby zrobił”. „Język Polski”, R. LV, 1975, s. 34–41.
- Les formes et les fonctions du plus-que-parfait dans la langue Polonaise. „Biuletyn Polskiego Towarzystwa Językoznawczego”, R. 33, 1975, s. 99–106.
- Charakter i geneza analitycznych form czasownikowych w języku staropolskim. W: „Sprawozdania Komisji Naukowych PAN”, T. 19/1, Kraków 1976, s. 40–41.
- Łączliwość końcówek czasu przeszłego z różnymi częściami mowy. W: „Prace Językoznawcze”, T. 3, red. I. Bajerowa, A. Grybosiowa, Katowice 1976, s. 31–42.
- Rozwój nowych form słowa posiłkowego: „jestem”, „jesteś”, „jesteśmy”, „jesteście”. „Poradnik Językowy”, 1977, z. 9, s. 377–384.
- Nazwiska mieszkańców Katowic w siedemnastowiecznej księdze metrykalnej. W: „Prace Językoznawcze”. T. 4: Onomastyka, red. W. Lubaś, A. Wilkoń, Katowice 1978, s. 35–52.
- Najczęstsze typy nazw osobowych w Tarnowskich Górach w drugiej połowie XVI wieku. „Zaranie Śląskie”, R. 41, 1978, z. 1, s. 131–140.
- Aniela Przybycin (1928–1979). „Język Polski”, R. LIX, 1979, s. 382–383.
- Badania diachroniczne nad regionalnymi odmianami polszczyzny. Postulaty i uwagi metodologiczne. „Biuletyn Polskiego Towarzystwa Językoznawczego”, R. 37, 1980, s. 109–115.
- Język polski w górnośląskim okręgu przemysłowym w świetle dziewiętnastowiecznych archiwaliów parafialnych. W: „Prace Językoznawcze”. T. 7: Studia historycznojęzykowe, red. A. Grybosiowa, A. Kowalska, Katowice 1980, s. 107– 116.
- Trzydziestolecie pracy naukowej Profesor Ireny Bajerowej. W: „Prace Językoznawcze”. T. 7: Studia historycznojęzykowe, red. A. Grybosiowa, A. Kowalska, Katowice 1980, s. 3–5.
- Badania nad historią języka polskiego na Górnym Śląsku. W: Perspektywy badań śląskoznawczych. Językoznawstwo. Piśmiennictwo. Folklorystyka, red. D. Simonides, H. Borek, Wrocław 1981, s. 41–47.
- Zróżnicowanie socjalne polszczyzny górnośląskiej w drugiej połowie XIX wieku. W: „Socjolingwistyka”, T. 4, red. W. Lubaś, Warszawa–Katowice–Kraków 1982, s. 141–152.
- Rola szkoły, Kościoła i instytucji wychowawczych w dziejach języka polskiego na Górnym Śląsku. W: Studia z dziejów języka polskiego na Górnym Śląsku w okresie habsburskim, red. U. Burzywoda, O. Wolińska, Katowice 1983, s. 101–126.
- Z zagadnień czesko-polskiej interferencji językowej na Górnym Śląsku w okresie habsburskim. W: „Z polskich studiów slawistycznych”, Seria 6, Warszawa 1983, s. 195–202.
- O česko-polskoj jazykovoj interferencii v Verchnej Silezii v period pravlenija Gabsburgov. V: Rezjume dokladov i pisennych soobščenij IX Meždunarodnyj Sezd Slavistov, Moskva 1983, s. 94–95.
- Akta miejskie Bierunia z lat 1674–1747. „Zaranie Śląskie”, R. 46, 1983, z. 4, s. 486–491.
- Z historii polskiego imperatiwu. W: Z problematyki czasownika słowiańskiego, red. W. Pianka, Katowice 1983, s. 119–128.
- Polszczyzna górnośląska w funkcji języka urzędowego w XVI i XVII wieku. W: Polszczyzna regionalna w okresie renesansu i baroku, red. H. Wiśniewska, Cz. Kosyl, Wrocław 1984, s. 143–151.
- Problematyka Śląska w pracach Witolda Taszyckiego. „Poradnik Językowy”, 1984, z. 5, s. 305–307.
- Założenia i problemy badawcze historii języka polskiego na Górnym Śląsku w okresie habsburskim. „Prace Komisji Naukowych PAN”, T. 8, Katowice 1984, s. 70–72.
- Wariancja językowa w drukach brzeskich z lat 1715–1736. W: „Prace Językoznawcze”, T. 12: Studia historycznojęzykowe, red. A. Kowalska, Katowice 1985, s. 143–160.
- Sytuacja językowa na Górnym Śląsku w okresie habsburskim. „Socjolingwistyka”, T. 7, red. W. Lubaś, Katowice 1986, s. 35–47.
- Stosunki językowe na Górnym Śląsku w latach 1825–1882. W: Karol Miarka a odrodzenie narodowe Śląska, red. J. Glensk, S. Sochacka, Opole 1986, s. 137–144.
- Profesor Alfred Zaręba (10 XI 1921 – 19 II 1988). „Zaranie Śląskie”, R. 51, 1988, z. 3–4, s. 233–236.
- Kształtowanie się normy językowej w XIX-wiecznych drukach górnośląskich. W: „Prace Językoznawcze”, T. 17: Studia historycznojęzykowe, red. I. Bajerowa, Katowice 1989, s. 40–54.
- Stan i potrzeby w zakresie historycznych badań nad polszczyzną regionalną. „Język Polski”, R. LXX, 1990, s. 25–32.
- Obrona języka polskiego na Śląsku w XIX wieku. W: Język – kultura – społeczeństwo. Wybór studiów i materiałów, Red. S. Dubisz, Warszawa 1990, s. 100–104.
- Polszczyzna literacka na Śląsku w dobie średniopolskiej. „Zeszyty Naukowe WSP”, T. 13, Opole 1991, s. 429–435.
- Stan i perspektywy badań nad polszczyzną śląską (1980–1990). W: Stan i potrzeby badań śląskoznawczych nad językiem, piśmiennictwem i folklorem, red. S. Gajda, Opole 1991, s. 7–14.
- Przyczynek do ewolucji form „jest zabit”, „jest zabito”, „są zabity”. W: „Prace Językoznawcze”, T. 19: Studia polonistyczne, red. A. Kowalska, A. Wilkoń, Katowice 1991, s. 100–107.
- Ks. Jan Alojzy Ficek jako inspirator polskiego życia kulturalnego na Śląsku. W: Ks. Jan Alojzy Ficek i Piekary Śląskie w XIX wieku, red. J. Myszor, Katowice 1992, s. 108–116.
- Z przeszłości gwary śląskiej. W: Gwara śląska dawniej i dziś, red. M. Lubina, Katowice–Opole–Cieszyn 1992, s. 3–10.
- Szkic z dziejów języka literackiego na Górnym Śląsku do 1922 roku. W: Oblicza literackie Śląska, red. J. Malicki, Katowice 1992, s. 175–191.
- Odrodzenie polskiego języka literackiego na Śląsku w XIX wieku. W: „Z polskich studiów slawistycznych”, Seria 8, Warszawa 1992, s. 115–120.
- Troska o poprawność językową książek wydawanych na Śląsku w drugiej połowie XIX wieku. W: Książka polska na Śląsku w drugiej połowie XIX wieku. Zarys problematyki, red. M. Pawłowiczowa, Katowice 1992, s. 55–63.
- Udział duchowieństwa katolickiego w obronie języka polskiego na Górnym Śląsku w XIX wieku i na początku XX wieku. W: Język a chrześcijaństwo, red. I. Bajerowa, M. Karpluk, Z. Leszczyński, Lublin 1993, s. 121–130.
- Zasługi ks. Emila Szramka dla języka polskiego na Śląsku w latach 1914–1922. W: „Duszą Śląska jest Ślązak”. Materiały konferencji zorganizowanej w 50. rocznicę śmierci ks. Emila Szramka, red. S. Gajda, A. Kwiatek, Opole 1993, s. 79–90.
- Zapożyczenia czeskie i niemieckie w urzędowych tekstach górnośląskich z lat 1526–1742. W: Śląsk w badaniach językoznawczych: badanie pogranicza językowo-kulturowego polsko-czeskiego, red. I. Nowakowska-Kempna, Katowice 1993, s. 75–79.
- Die Wiedergeburt der polnischen Literatursprache in Schlesien im 19. Jahrhundert. V: XI medzinarodny zjazd slavistov. Zbornik rezume, Bratislava 1993, s. 208.
- Język poetycki Jana Kochanowskiego w świetle analizy rymu i rytmu „Jerozolimy wyzwolonej”. „Prace Językoznawcze”, T. 22: Studia historycznojęzykowe, red. A. Kowalska, Katowice 1994, s. 105–121.
- Piśmiennictwo popularnonaukowe na Górnym Śląsku w latach 1910–1922. W: Książka polska na Śląsku w latach 1900–1922, red. M. Pawłowiczowa, Katowice 1994, s. 127–137.
- Rola czynnika ilościowego w przebiegu zmian fleksyjnych. W: Uwarunkowania i przyczyny zmian językowych, red. E. Wrocławska, Warszawa 1994, s. 49–53.
- Archiwalia parafialne jako źródło do badań nad przeszłością językową Górnego Śląska. W: Parafia bogucicka. Tradycja i współczesność, red. W. Świątkiewicz, J. Wycisło, Katowice 1994, s. 392–399.
- Nazewnictwo osobowe w dawnych miastach górnośląskich (na przykładzie Mysłowic). W: „Śląskie miscellanea”, T. 7, red. K. Heska-Kwaśniewicz J. Malicki, Katowice 1994, s. 24–30.
- Formy z aorystycznym „-ch” w szesnastowiecznej polszczyźnie. W: Studia z językoznawstwa słowiańskiego, red. F. Sławski, H. Mieczkowska, Kraków 1995, s. 87–92.
- Zależność zmian fleksyjnych od frekwencji. W: Studia Linguistica Polono-Meridianoslavistica, Skopje 1996, s. 157–161.
- Główne kierunki badań diachronicznych nad regionalnymi odmianami polszczyzny. W: „Prace Językoznawcze”, T. 24: Studia historycznojęzykowe, red. A. Grybosiowa, A. Kowalska, Katowice 1996, s. 9–17.
- Poezja jako źródło do badań wariancji fleksyjnej w XVII wieku. W: Studia historycznojęzykowe, T. 2, red. M. Kucała, Kraków 1996, s. 197–208.
- Sytuacja języka polskiego na terenach przyłączonych do Rzeszy. W: Język polski czasu drugiej wojny światowej, red. I. Bajerowa, Warszawa 1996, s. 91–124.
- Właściwości językowe górnośląskich pieśni ludowych ze zbioru Juliusza Rogera. W: „Język Artystyczny”, T. 10, red. D. Ostaszewska, E. Sławkowa, Katowice 1996, s. 152–158.
- Funkcje wariantów językowych w XVII-wiecznym polskim przekładzie „Orlanda Szalonego”. W: Studia slavistica et humanistica in honorem Nullo Minissi, red. A. Wilkoń, I. Opacki, J. Żurawska, Katowice 1997, s. 283–289.
- O języku poezji ks. Konstantego Damrota. „Książnica Śląska”, T. 26: 1995–1997, Katowice 1998, s. 44–53.
- Terminologia administracyjno-prawnicza w Księdze miejskiej Mysłowic z lat 1590–1762. W: „Śląskie miscellanea”, T. 12, red. J. Malicki, K. Heska-Kwaśniewicz, Katowice 1999, s. 15–19.
- Archiwalia górnośląskie w języku polskim (XVI–XIX w.). W: „Śląskie miscellanea”, T. 13, red. K. Heska-Kwaśniewicz, Katowice 2000, s. 24–29.
- Archiwalia pszczyńskie w języku polskim (XVII w. 1. poł. XIX w.). W: W kręgu języka i kultury ziemi pszczyńskiej. Materiały z drugiej sesji naukowej zorganizowanej w Suszcu w dniach 12 i 13 listopada 1999 roku, red. H. Synowiec, M. Siuciak, Katowice–Suszec 2000, s. 17– 26.
- Z badań nad dawnymi księgami miejskimi. Księga miejska Mysłowic. W: Studia z historii języka polskiego i stylistyki historycznej ofiarowane Profesor Halinie Wiśniewskiej na 50-lecia Jej pracy naukowo-dydaktycznej, red. Cz. Kosyl, Lublin 2001, s. 101–109.
- Fleksja liczebników głównych w świetle danych słownika polszczyzny XVI w. W: Studia Językoznawcze. Dar przyjaciół i uczniów dla Zofii Kurzowej, red. Z. Cygal-Krupowa, Kraków 2001, s. 143–156.
- Uzupełnienia do XVI-wiecznej fleksji liczebników głównych. Profesor Irenie Bajerowej w osiemdziesiątą rocznicę urodzin i pięćdziesięciolecie pracy naukowej. „Prace Językoznawcze”, T. 26: Studia historycznojęzykowe, red. A. Kowalska, O. Wolińska, Katowice 2001, s. 111–118.
- Rękopiśmienne zabytki językowe w gminie Wilamowice (XVII–XVIII w.). W: Wilamowice. Przyroda, historia, język, kultura oraz społeczeństwo miasta i gminy, red. A. Barciak, Wilamowice 2001, s. 539–549.

### Przedruki prac naukowych[7]
Pośmiertnie ukazały się tomy:
- Z badań nad dziejami języka polskiego na Górnym Śląsku, materiały do druku przygotowali Jerzy Kowalski, Józef Śliwiok, Katowice: Wszechnica Górnośląskiego Towarzystwa Przyjaciół Nauk im. W. Roździeńskiego, 2002, ISBN 83-916572-2-1.
- Z historii polszczyzny ogólnej i regionalnej. Wybór prac. (Prace Naukowe Uniwersytetu Śląskiego w Katowicach, nr 2054), red. Olga Wolińska. Katowice: Wydawnictwo Uniwersytetu Śląskiego, 2002, ISBN 83-226-1168-4.

### Tom rocznicowy
- Studia historycznojęzykowe, pod red. Olgi Wolińskiej. (Prace Naukowe Uniwersytetu Śląskiego w Katowicach, nr 1662; Prace Językoznawcze, 25), Katowice: Wydawnictwo Uniwersytetu Śląskiego, 1998 (tom poświęcony prof. Alinie Kowalskiej z okazji 40-lecia pracy naukowej, przypadającej w 1996)[9].

## Ordery, odznaczenia i nagrody
Została odznaczona:
- Krzyżem Kawalerskim Orderu Odrodzenia Polski (1986),
- Złotym Krzyżem Zasługi (1976),
- Medalem Komisji Edukacji Narodowej (1984),
- Srebrną Odznaką „Zasłużonemu w Rozwoju Województwa Katowickiego” (1976),
- Złotą Odznaką „Za Zasługi dla Uniwersytetu Śląskiego”.

Dwukrotnie otrzymała Nagrodę Ministra Nauki i Szkolnictwa Wyższego.

## Życie prywatne
W wolnym czasie aktywnie uprawiała turystykę, uwielbiając szczególnie piesze wędrówki po górach. Wiele podróżowała po Polsce, a od 1989 również po świecie.